# Lobatostoma jungwirthi
Lobatostoma jungwirthi är en plattmaskart som beskrevs av Kritscher 1974. Lobatostoma jungwirthi ingår i släktet Lobatostoma och familjen Aspidogastridae. Inga underarter finns listade i Catalogue of Life.